# Ontário (Oregon)
Ontario é uma cidade localizada no estado norte-americano de Oregon, no Condado de Malheur.

## Demografia
Segundo o censo norte-americano de 2000, a sua população era de 10.985 habitantes.
Em 2006, foi estimada uma população de 11.093, um aumento de 108 (1.0%).

## Geografia
De acordo com o United States Census Bureau tem uma área de
11,6 km², dos quais 11,6 km² cobertos por terra e 0,0 km² cobertos por água.

## Localidades na vizinhança
O diagrama seguinte representa as localidades num raio de 24 km ao redor de Ontario.